# Carlos Alberto Gomes
Carlos Alberto Gomes da Silva Filho (João Pessoa, 14 april 2002) is een Braziliaans voetballer die onder contract ligt bij Botafogo FR.

## Clubcarrière

### América FC
Carlos Alberto maakte op 18 februari 2020 zijn officiële debuut in het eerste elftal van América FC: in het Campeonato Mineiro mocht hij in de 0-2-zege tegen Coimbra Sports kort voor tijd invallen. Op 18 augustus 2020 maakte hij ook zijn debuut in de Série B. In het seizoen 2020 eindigde América Mineiro tweede in de competitie, waardoor de club na twee seizoenen terugkeerde naar de Série A.

### Botafogo FR
In januari 2023 maakte Carlos Alberto op huurbasis de overstap naar Botafogo FR. De vleugelaanvaller fungeerde in het seizoen 2023, waarin Botafogo lang eerste stond maar uiteindelijk toch nog naast de landstitel greep, vooral als invaller. Drie van de vier doelpunten die Carlos Alberto dat seizoen maakte voor Botafogo, kwamen er tijdens de korte passage van Cláudio Caçapa als trainer van de club. Na afloop van het seizoen 2023 maakte Carlos Alberto op definitieve basis de overstap van América FC naar Botafogo, dat zo'n 5 miljoen Braziliaanse real voor hem neertelde. América behield 40% van de economische rechten op de speler.

### RWDM
Kort na zijn definitieve overgang van América FC naar Botafogo werd Carlos Alberto voor een halfjaar uit aan de Belgische eersteklasser RWDM, de zusterclub van Botafogo waar Cláudio Caçapa sinds juli 2023 aan de slag was als trainer. Op 17 januari 2024 maakte hij zijn officiële debuut voor de club in de bekerwedstrijd tegen tweedeklasser KV Oostende, die RWDM met 2-0 verloor. De flankaanvaller kreeg vervolgens ook een basisplaats in negen van de tien resterende wedstrijden van RWDM in de competitie. Daarin kon hij twee keer scoren: in de 3-2-nederlaag tegen Union Sint-Gillis scoorde hij kort na het uur de 3-1-aansluitingstreffer, in de 3-1-nederlaag tegen KRC Genk opende hij al na anderhalve minuut de score.
Na de komst van Carlos Alberto sprokkelde RWDM een povere 2 op 30 in de competitie, waardoor de club zich enkel nog via de Relegation Play-offs kon redden. RWDM begon de nacompetitie met een knappe 7 op 9, mede dankzij Carlos Alberto die een assist afleverde in de 3-1-zege van de Molenbekenaars tegen KAS Eupen en een strafschop omzette in de 2-4-zege bij KV Kortrijk. RWDM bleef na de 7 op 9 evenwel steken op een 0 op 9, waardoor de degradatie naar Eerste klasse B een feit was. In de beslissende wedstrijd tegen Eupen werd Carlos Alberto tijdens de rust gewisseld voor Xavier Mercier.

### Botafogo FR
Na afloop van zijn uitleenbeurt aan RWDM trainde Carlos Alberto bijna een maand apart, samen met de andere spelers die terugkwamen van een uitleenbeurt. Daarna herstelde trainer Artur Jorge hem, mede door de blessures van Júnior Santos en Carlos Eduardo, in ere. Op 24 juli 2024 kwam hij in de competitiewedstrijd tegen São Paulo FC (2-2-gelijkspel) voor het eerst in het kalenderjaar 2024 in actie in een officiële wedstrijd van Botafogo. Op 3 augustus 2024 opende hij de score in de 1-4-competitiezege van Botafogo bij Atlético Clube Goianiense.
Carlos Alberto kwam in het seizoen 2024 zeven keer in actie in de competitie, waarvan tweemaal als basisspeler. Daarom mocht hij op 8 december 2024 de landstitel van Botafogo bijschrijven op zijn palmares. Acht dagen eerder had Carlos Alberto ook al de Copa Libertadores in de wacht gesleept met Botafogo. De flankaanvaller was dat seizoen niet in actie gekomen in dat toernooi, maar Botafogo had hem voor de halve finale tegen CA Peñarol wel op de spelerslijst gezet.

## Interlandcarrière
Carlos Alberto werd in oktober 2020 opgeroepen voor Brazilië –20. In december 2020 nam hij deel aan een vriendschappelijk toernooi, waarin Brazilië –20 het opnam tegen Bolivia, Peru en Chili.